# 粕川町月田
粕川町月田（かすかわまちつきだ）は、群馬県前橋市の地名。旧粕川村時代は、住所で勢多郡粕川村大字月田の地域である。また、前橋市合併後は村名の粕川村が粕川町となり、そのあと大字名がつくため前橋市粕川町○○となる。面積は2.53km2(2013年現在)。郵便番号は371-0203。

## 地理
前橋市の東部、赤城山の南麓、粕川中流域に位置する。

### 河川
- 粕川

## 歴史
江戸時代頃からある地名である。はじめは大胡藩領で、元和3年に前橋藩領、明和6年に幕府領、天明5年に前橋藩領、天保14年には幕府領を経て旗本小笠原氏と田沼氏の相給だった。

### 年表
- 1889年 市町村制が施行され、14村が合併し、群馬県南勢多郡粕川村大字月田となる。
- 1896年 郡統合（東群馬郡と南勢多郡の統合）により勢多郡に所属し勢多郡粕川村大字月田となる。
- 2004年 平成の大合併で粕川村は、宮城村、大胡町とともに、前橋市に合併し、群馬県前橋市粕川町月田となる。

### 地名の由来
近戸神社への奉仕のための田である斉田からきているという説や、新田氏の家臣土肥氏が当地に築墾したことから築田村といい、それがなまった説、前橋市立月田小学校の前にある「月石」の伝説からという説などがある。

## 世帯数と人口
2017年（平成29年）8月31日現在の世帯数と人口は以下の通りである。
| 町丁       | 世帯数  | 人口    |
| ---------- | ------- | ------- |
| 粕川町月田 | 405世帯 | 1,122人 |

## 小・中学校の学区
市立小・中学校に通う場合、学区は以下の通りとなる。
| 番地 | 小学校             | 中学校             |
| ---- | ------------------ | ------------------ |
| 全域 | 前橋市立月田小学校 | 前橋市立粕川中学校 |

## 交通

### 鉄道
近隣に上毛電気鉄道上毛線粕川駅がある。

### バス
赤城タクシーが運行を行っているデマンドバス方式のふるさとバスがある。

### 道路
県道・国道 共にない。

## 施設
- 前橋市立月田小学校
- 前橋東警察署月田駐在所
- 近戸神社
- 東寿寺

## 避難所
当町が避難対象区域となった場合、町内の前橋市立月田小学校に避難する。